# ترايغيف ستوكستاد
ترايغيف ستوكستاد (بالنرويجية البوكمول: Trygve Stokstad)‏ (25 نوفمبر 1902 – 26 أبريل 1979) هو ملاكم نرويجي راحل، مثّل بلاده في الألعاب الأولمبية الصيفية في دورتي 1920 و1924.

## روابط خارجية
ترايغيف ستوكستاد على موقع أوليمبيديا (الإنجليزية)